# SBS 개국축하쇼 반갑습니다 여러분
《SBS 개국축하쇼 반갑습니다 여러분》은 대한민국의 SBS TV를 통해 개국 특집 프로그램이다.

## 개요
1991년 12월 9일에 첫번째 편성 프로그램으로 신군부에 따라 민영방송을 금지 조치시키고, 1980년 11월 30일에 동아방송(現 SBS 러브 FM) · 동양방송(現 KBS 2TV 및 JTBC) 폐국하였다가, 10년 만에 노태우 대통령의 민영방송을 금지 해제 조치했으며, 다시 부활한 새로운 민영 시대를 개막하면서 시청자들에게 더 나은 방송을 보여주기 위한 다짐을 통해서 국내 가수들의 축하 공연으로 초대하였다.

## 방송 일정
- 개국 당일에는 저녁 5시 30분부터 8시까지 방송하였다.
- 개국 당일에는 3부가 편성된 1부 탄생 SEOUL SBS, 2부 출발, 3부 생활 속의 SBS 등의 구성되었다.

## 진행자
- 자니 윤 (1부)
- 이덕화 (2 & 3부)

## 연주
- SBS 관현악단 김정택 장로